# 1506
1506 كانت سنة بسيطة تبدأ يوم الخميس حسب التقويم اليولياني.

## أحداث
- تأسيس مدينة ماندي بهاودين وتقع حاليا في باكستان.
- العثور على التمثال التاريخي لاوكون وأبناؤه

## مواليد
- فرنسيس كسفاريوس
- لويس الثاني (مجر)

## وفيات
- كريستوفر كولومبوس